# (5452) 1937 NN
(5452) 1937 NN (1937 NN, 1956 AR, 1973 GK1, 1983 FD, 1987 SN, 1990 MD2) — астероїд головного поясу.
Тіссеранів параметр щодо Юпітера — 3.608.